# Oettern
Oettern település Németországban, azon belül Türingiában. Lakosainak száma 115 fő (2023. december 31.).

## Népesség
A település népességének változása:
| Lakosok száma | 134  | 125  | 124  | 123  | 125  | 115  |
|               | 2014 | 2017 | 2019 | 2021 | 2022 | 2023 |